# 鈴木正 (鉄道実業家)
鈴木 正（すずき ただし、1922年7月8日 - 2008年2月28日）は、日本の経営者。山陽電気鉄道社長、会長を務めた。

## 来歴・人物
兵庫県神戸市出身。1947年に京都大学法学部政治学科を卒業し、同年に山陽電気鉄道に入社した。1963年11月に取締役に就任し、1971年6月に常務、1978年6月に専務、1981年7月に副社長を経て、1986年6月に社長に就任。1992年6月に会長に就任し、1995年6月には相談役に就任。
1995年11月に勲三等瑞宝章を受章。